# Tel Keppe
Tel Keppe (siriacă Tal Kepe, arabă تل كيف Tal Kaif), este un oraș din Irak.

## Legături externe
- Tel Keppe Arhivat în 19 iulie 2011, la Wayback Machine.